# 松竹キネマ俳優学校
松竹キネマ俳優学校（しょうちくキネマはいゆうがっこう、1920年4月1日開校 - 1920年10月）は、かつて存在した日本の俳優養成学校である。小山内薫が校長をつとめた。

## 略歴・概要
1920年（大正9年）2月に設立された松竹キネマ合名社が、同年4月1日に俳優の養成を目的として、木挽町にある歌舞伎座裏の芝居茶屋「梅林」の二階に開校した。校長には松居松葉が予定されていたが、病気のため降板し、代わって小山内薫が就任した。主事には人見直善が就き、講師は小山内（擬態実習）、アンナ・スラヴィア（西洋舞踊）、久米正雄（脚本講義）、松本幸四郎、市川左升（扮装術）、市川升六（擬闘術）、斎藤佳三（美術史及び音楽階梯）、玉井昇（写真術）、東健而（映画劇史）、松居（表情心理学）の10人が務めた。同校には240人の応募者のうち男子30人、女子6人の計36人が同校に学んだ。
そのうち、小山内は映画学校の生徒を集めて実習的に映画製作を始め、第1回作品として島津保次郎の書いたシナリオ採用した『荒野』を製作することにした。監督は田口桜村で、台本をローマ字のタイプで打ち、演出の全権が監督にあるなど、アメリカの手法を直輸入したやり方を行った。しかし、製作は中止となった。
同年6月25日に松竹キネマ蒲田撮影所がオープンし、俳優学校も撮影所に移転する。小山内は本社理事兼撮影総監督として、俳優学校の生徒らを従えて、第1作『奉仕の薔薇』を製作する。『奉仕の薔薇』は、村田実が監督を務め、花柳はるみが主演したが、バタ臭くて技術が未熟なため、封切りは1年後に延ばされてしまう。次に『光に立つ女』を製作するが、映画界の革新を図る小山内らのグループ（村田、島津保次郎、牛原虚彦、俳優学校生ら）と、商業主義的映画を作りだした撮影所とは相容れなくなったため、俳優学校は開校から半年後の10月に廃止され、小山内はグループを引き連れて、大谷竹次郎社長と相談の上、11月に本郷座本家茶屋の二階へ松竹キネマ研究所を設立して引き移った。

## 卒業生
- 伊藤大輔
- 東郷是也（鈴木傳明）
- 奈良真養
- 岡田宗太郎
- 南光明
- 東栄子
- 澤村春子
- 伊達龍子

他

## 註
注釈
1. ↑  アンナ・スラヴィア（1882年 - 1966年）は、ロシアの舞台女優で、1917年（大正6年）に松旭斎天勝一座に加わって来日した（日本における白系ロシア人史の断章より）

出典
1. 1 2  岩本憲児著『サイレントからトーキーへ 日本映画形成期の人と文化』
2. ↑  三國一朗著『徳川夢声の世界』
3. 1 2 3 4  田中純一郎著『日本映画発達史Ⅰ 活動写真時代』
4. 1 2  『日本映画事業総覧 昭和二年版』（国際映画通信社）
5. 1 2  田中眞澄著『小津安二郎周游』
6. ↑  読売新聞文化部編『映画百年 映画はこうしてはじまった』

## 関連事項
- 松竹 - 帝国活動写真
- 松竹蒲田撮影所
- 松竹キネマ